# زغرتا المتاوله
زغرتا المتاوله هي قرية لبنانية من قرى قضاء الكورة في محافظة الشمال.